# Cabibbo–Kobajasi–Maszkava-mátrix
A részecskefizika standard modelljében a Cabibbo–Kobajasi–Maszkava-mátrix (CKM-mátrix régebben Kobajasi–Maszkava-mátrix vagy KM-mátrix) egy unitér mátrix, ami az ízváltó gyenge bomlások erősségéről hordoz információt. Technikailag megadja az egymásnak meg nem felelő azon kvantumállapotok közötti kapcsolatot, amikor a kvarkok erős kölcsönhatásban vesznek részt ill. gyenge kölcsönhatásban vesznek részt. A mátrix fontos a CP-sértés megértésében. A mátrixot három kvarkgenerációra Kobajasi Makoto és Maszkava Tosihide vezette be, egy generációt hozzáadva Nicola Cabibbo korábban bevezetett mátrixához.

## A mátrix
{\displaystyle {\begin{bmatrix}V_{ud}&V_{us}&V_{ub}\\V_{cd}&V_{cs}&V_{cb}\\V_{td}&V_{ts}&V_{tb}\end{bmatrix}}{\begin{bmatrix}\left|d\right\rangle \\\left|s\right\rangle \\\left|b\right\rangle \end{bmatrix}}={\begin{bmatrix}\left|d'\right\rangle \\\left|s'\right\rangle \\\left|b'\right\rangle \end{bmatrix}}}
A bal oldalon látható a CKM-mátrix az erős sajátállapotokkal a jobb oldalon pedig a gyenge sajátállapotok. A CKM-mátrix definiálja egy q kvark átmeneti valószínűségét egy másik q'  állapotba. Az átmenet arányos {\displaystyle \left|V_{qq'}\right|^{2}} -tel.
Kísérletileg a mátrixot durván a következőnek találták:
{\displaystyle {\begin{bmatrix}0,9753&0,221&0,003\\0,221&0,9747&0,040\\0,009&0,039&0,9991\end{bmatrix}}}

## A paraméterek száma
Határozzuk meg a CKM-mátrix azon paramétereit, amik fizikailag különösen fontosak. Ha a V mátrixban N kvarkgeneráció (2N íz) van, akkor:
1. Egy N×N komplex mátrixnak 2N2 valós paramétere van.
2. Az unitaritási feltétel ∑k VikV*jk = δij. Ezért az átlós elemekre (i=j) N, a többire pedig, N(N−1) feltétel van. Ezért egy unitér mátrixban a független valós paraméterek száma N2.
3. Egy fázist minden kvarkmezőbe beledefiniálhatunk. Egy közös globális fázis nem megfigyelhető. Azaz van 2N−1 "kevésbé független" paraméter, tehát a szabad paraméterek teljes száma (N−1)2.
4. Ezek közül N(N−1)/2 forgásszög, azaz másképpen kvark keveredési szög.
5. A maradék (N−1)(N−2)/2 paraméter komplex fázis, ami CP-sértést okoz.

N=2 esetén csak egy paraméter van, ami egy keveredési szög a két generáció között. Történetileg ez volt a CKM-mátrix első verziója, amit Cabibbo-szögnek hívunk felfedezőjéről, Nicola Cabibboról.
A standard modell esetén N=3, azaz három keveredési szög és egy CP-sértő komplex fázis van benne.

## Megfigyelések és jóslatok
Cabibbo ötlete két megfigyelt jelenség megmagyarázásának igényéből eredt:
1. a következő átmeneteknek: u↔d és e↔νe, μ↔νμ hasonló az amplitúdója.
2. a ritkaságváltó ΔS=1 átmenetek amplitudója 1/4-e a ritkaságőrző ΔS=0 átmenetekének.

Cabibbo megoldása a gyenge univerzalitás kimondása volt az 1. pont megoldására és egy keveredési szög θc (Cabibbo-szög) bevezetése a d és s kvark között a 2. pont megoldására.
Ahogy az előző pontban láttuk, 2 generáció esetén nincs CP-sértő fázis. Mivel a CP-sértést már 1964-ben látták a semleges kaon bomlásában, ez világosan előrejelezte a harmadik generáció létezését, ahogy azt 1973-ban Kobayashi és Maskawa kimutatta. A bottom kvark 1976-os felfedezése a Fermilabban Leon Lederman csoportja által azonnal elindította a kutatást a hiányzó top kvark iránt, ami 1995-ben vezetett végül sikerre ugyancsak a Fermilabban.

## Gyenge univerzalitás
Az unitaritási feltétel a CKM-mátrix diagonális elemein a következőképpen írható:
{\displaystyle \sum _{j}|V_{ij}|^{2}=1}
minden i generációra. Ez azt jelenti, hogy a csatolások összege minden egyes fel-típusú kvark és az összes le-típusú kvark között ugyanaz minden generációra. Ezt az összefüggést Cabibbo 1967-ben mutatta ki és gyenge univerzalitásnak hívta. Elméletileg ez annak a következménye, hogy minden SU(2)-dublett ugyanazzal az erősséggel csatolódik a gyenge kölcsönhatás mértékbozonjaihoz. Mindez továbbra is a kísérleti tesztek tárgya.

## Az unitaritási háromszögek
A CKM-mátrix többi unitaritási feltétele a következőképpen írható:
{\displaystyle \sum _{k}V_{ik}V_{jk}^{*}=0}
Tetszőleges rögzített i és j esetén ez három komplex számra kirótt feltétel (minden k esetén 1-re), amelyek eszerint egy háromszög csúcsait alkotják a komplex számok síkján. Az i-j párt hatféleképpen választhatjuk meg, ezért hat ilyen háromszögünk van, s ezek mindegyikét egy unitér háromszögnek hívjuk. Alakjuk nagyon különböző lehet, de területük ugyanaz, ami összefüggésbe hozható a CP-sértő fázissal. A terület eltűnik a standard modell olyan speciális paraméterei esetén, amikor nincs CP-sértés. A háromszögek irányultsága a kvarkmezők fázisától függ.
Mivel a háromszög három oldala közvetlen kísérletekkel meghatározható, ahogy a három szög is, a standard modell tesztelésének egyik fajtája, hogy megvizsgáljuk, vajon a háromszög bezár-e. Ez a célja néhány mostani kísérletnek, mint a japán BELLE-nek és a kaliforniai BaBarnak.